# Чёрное (аэропорт)
Чёрное — аэродром в Балашихинском районе Московской области. Структурное подразделение ЗАО «Московский авиационно-ремонтный завод ДОСААФ». Расположен на западной окраине микрорайона Заря, в 1 км северо-восточнее деревни Федурново.

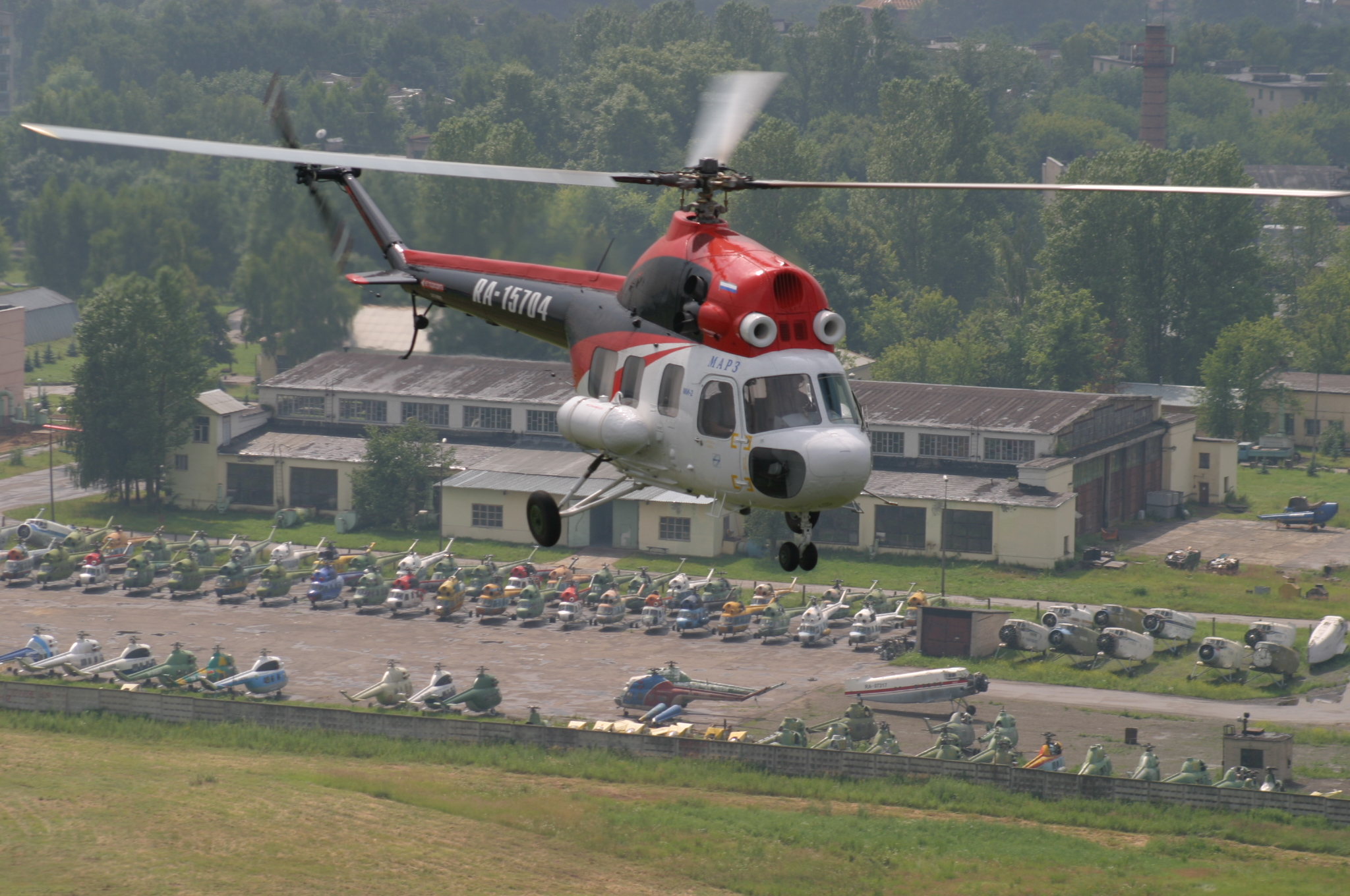
Ми-2

Аэродром способен принимать самолёты 4 класса (Ан-2 и им подобные), а также вертолёты всех типов.

## Деятельность
- Обеспечение взлёта и посадки воздушных судов
- Наземное обслуживание
- Топливное обеспечение
- Контроль качества ГСМ
- Базировка воздушных судов с обеспечением охраны

Услуги по аэропортовому обслуживанию воздушных судов сертифицированы по нормам гражданской авиации.